# Забарівка
Заба́рівка — село в Україні, у Корюківській міській громаді Корюківського району Чернігівської області. Населення становить 271 осіб. До 2016 орган місцевого самоврядування — Забарівська сільська рада, якій були підпорядковані с. Воловики, с. Кирилівка, с. Нова Буда.

## Географія
Село розташоване за 20 км від районного центру і за 2 км від залізничної станції Низківка. Висота над рівнем моря — 144 м.

## Історія
Вперше згадується у 1858 році.
З розповідей старожилів, село пов'язане з іменем козака на прізвище Заборовський, що володів хутором, яке згодом стало називатися Заборовським.
У 1913 році побудоване однокласне училище на кошти земства.
З 1917 — у складі УНР. У 1918 році було засновано Забарівське товариство «Просвіти».
У Національній книзі пам'яті жертв Голодомору 1932—1933 років в Україні перелічено 24 людини, яких комуністи убили голодом у Забарівці.
|  | Врожай у наших краях того року був середній, ніби нічого не передбачало голоду у 1933 році. Зерна було вдосталь, щоб пережити зиму до нового врожаю, хоча наша сім'я і не була багатою. По дворах ходили бригади і поступово забирали все, що тільки можна було. Бригади були озброєні металевими прутами і швидко знаходили зерно. Так було і в нашій родині. Добре, що хоч картопля вродила, на ній протрималися деякий час. На зиму вона була закопана в яму. Бригади не відкопували тих ям, а зернові й бобові збирали до останнього. |

У Другій світовій війні на фронті та у диверсійних загонах НКВД СССР брали участь 367 мешканців села (за даними сталінських спецслужб), 252 з яких загинули.
У листопаді 2008 у селі встановлено меморіальний знак на честь людей, убитих голодом 1932—1933.
12 червня 2020 року, відповідно до розпорядження Кабінету Міністрів України № 730-р «Про визначення адміністративних центрів та затвердження територій територіальних громад Чернігівської області», увійшло до складу Корюківської міської громади.
19 липня 2020 року, в результаті адміністративно-територіальної реформи та ліквідації колишнього Корюківського району, село увійшло до складу новоутвореного Корюківського району.

## Відомі люди
У селі народився та живе поет Заборовський Микола Олексійович